# 月下の夜想曲 (MALICE MIZERの曲)
「月下の夜想曲」（げっかのやそうきょく）は、MALICE MIZERのメジャー3枚目のシングル。
1998年2月11日にコロムビアミュージックエンタテインメントから発売された。

## 解説
MALICE MIZER最大セールスを記録した作品。しかし最高順位は前作よりも下でトップ10ランクインにはならなかった。
TBS系TV「江川の食卓」エンディングテーマ。
2011年1月26日発売のオムニバスCD『CRUSH! -90's V-Rock best hit cover songs- 』で、ヴィジュアル系ロックバンドのDによってこの曲が大幅なアレンジでカバ―された。

## 背景
元々は1997年夏に開催されたライヴツアー「STANDING TOUR '97　Pays de merveilles ～空白の瞬間の中で～」の為に制作された。既にセットリストも決まっていた段階だったが「後もう1曲欲しい」というGacktの申し出で作られた。
この際のメンバーの衣装は歌詞の中の登場人物を意識しており、それぞれManaは人形1(少女の人形)、Köziは人形2(ピエロの人形)、Kamiは貴族、Yu〜kiは使用人である。

## 音楽性
Köziは「ギタリストのKözi・Manaがフロントでギターで演奏しないで、パフォーマンスする演出をするための曲」「本作はギターを弾く曲ではない」という意思表示として制作した。実際に、曲の極一部でアコースティック・ギターが1パート入っているのみである。
カップリング「月下の夜想曲 de l'image」は「『月下の夜想曲』を映像化したら、その背景にこんな音が流れているんじゃないか」という位置づけがとられた。

## 録音
作曲はKöziがピアノで弾いていったが、Gacktのようにきれいに弾けなかったので、指一本で鍵盤を押さえながら、少しずつ作り上げていった。
歌詞を書き始めたのは、ツアーが始まる5日前だった。テーマは「かつて人間だった女の子とピエロの人形の物語」であり、グリム童話の子供が喜ぶ内容でありながら、裏側ですごく残酷で社会的なエピソードを含む構成を意識した。
「STANDING TOUR '97 Pays de merveilles ～空白の瞬間の中で～」の段階では平坦なアレンジだったが、レコーディングにあたって、曲の後半で転調するパートを加えた。
プログラミングは作曲者であるKöziを中心に行われた。
生のアコーディオンを入れる際「絶対あの人にやってもらいたい」というKöziの要望で、アコーディオニストのcobaに打診を入れた。cobaのスケジュールが本楽曲のレコーディング予定日の翌日にはヨーロッパに向かわなければいけないというタイトなもので、Gacktが頼み込んだ結果「cobaが曲を聞いた後に、いきなり1回限りの本番」という形で集中的に録音した。

## ミュージック・ビデオ
箱根と埼玉の2ヶ所の洋館でのロケーションで撮影された。
箱根では2メートルの大変な積雪に遭い、建物の1階の玄関が埋まっているから、2階から出入りしていた。
本来雪はあっても無くてもいい、どうでもいい要素だったと語っていた。

## 収録曲
（全編曲：MALICE MIZER・島田陽平）
1. 月下の夜想曲 [3:47]
作詞：Gackt、作曲：Közi
2. 月下の夜想曲 de l'image [3:51]
作曲：Közi、演奏：coba
3. 月下の夜想曲 （instrumental） [3:44]

## 収録アルバム
| 曲名                                      | アルバム       | 発売日                        |
| 月下の夜想曲                              | 月下の夜想曲   | 月下の夜想曲                  |
| ----------------------------------------- | -------------- | ----------------------------- |
| 『merveilles』                            | 1998年3月18日  | メジャー1stオリジナルアルバム |
| 『La Collection des Singles』             | 2004年9月29日  | 1stベストアルバム             |
| 『La Meilleur Selection de MALICE MIZER』 | 2006年10月18日 | 2ndベストアルバム             |
| 月下の夜想曲 de l'image                   |                |                               |
| 『La Collection des Singles』             | 2004年9月29日  | 1stベストアルバム             |

## 他のアーティストによるカバー
| 曲名         | 発売日        | アーティスト | 収録作品                                                                    | 備考 |
| ------------ | ------------- | ------------ | --------------------------------------------------------------------------- | ---- |
| 月下の夜想曲 | 2011年1月26日 | D            | カバーコンピレーションアルバム『CRUSH! -90's V-Rock best hit cover songs-』 |      |